# 智利矿业
智利矿业是指南美洲國家智利境內的采矿业。智利矿业是智利经济的支柱之一，仅铜出口就占該國收入的三分之一以上。智利境內的大部分采矿活动都集中在北格兰德地区。智利當地出產的矿产有铜、金、銀、钼、铁和煤。截至2019年，智利是世界上最大的铜、碘和铼生产国， 第二大锂和钼生产国， 第六大銀生产国， 世界第七大盐生产国，第八大钾盐生产国，第十三大硫磺生产国和第十三大铁矿石生产国。

## 铜
1992年，采矿业占智利GDP的6.7%，而1985年为8.9%。 1991年，铜出口占該國出口总值的30%，1960年代時铜出口一度占該國出口总额的近80%。 1991年，矿业出口占該國出口总额的48%左右。
1987-91年期间，精炼铜产量大幅增加，粗铜产量相对下降。1991年，世界上最大的铜生产商Codelco的铜产量占智利铜产量的60%。
1992年4月通過的一項法律首次允許Codelco可以与私营企業组建合资企业，該法還允許合資企業可以开采智利境內未开发的矿藏。1995年，Codelco邀请国内外矿业公司参与联合勘探位於智利北部的礦產資源。
1992年，美国矿业公司Phelps Dodge和日本公司住友金屬礦山与智利政府签署了一份价值15亿美元的合同，這兩家公司將开发位于科皮亚波以南地區的一個名為Candelaria mine的铜金矿。

## 锂
智利北部是锂三角区的一部分。 2015年以来，由於电动汽车快速增长，因而锂的需求也被帶動。
智利境內的大部分锂位于阿塔卡馬鹽沼和Salar de Maricunga。

## 其他矿產
自20世纪70年代后期以来，智利的金和銀产量大幅增加。而自20世纪70年代中期以来，智利的铅、铁和石油工业開始萎缩。1990年代初期，智利當局投資了位於艾森港和麦哲伦海峡地区的铝冶炼厂。